# Frieschepalen
Frieschepalen (Fries: Fryske Peallen, Nedersaksisch: Friesepaolen, Freesepaolen) is een dorp in de gemeente Opsterland, in de Nederlandse provincie Friesland. Het dorp telde op 1 januari 2023 990 inwoners.
Het ligt in het noordoosten van Opsterland, tegen de grens met de provincie Groningen en de dorpen Siegerswoude en Ureterp. Het dorp is gelegen aan de doorgaande weg van Bakkeveen naar de snelweg A7 van Heerenveen naar Groningen.

## Geschiedenis
Frieschepalen is in de 18e eeuw als ontginningsdorp ontstaan in het hoogveengebied. Tot 1953 maakte het deel uit van het dorpsgebied van Siegerswoude.
Frieschepalen had ooit een schans en was onderdeel van de Friese waterlinie die bij de Zuiderzee begon en hier eindigde. De schans is, net als de Zwartendijksterschans en de Breebergschans, in 1593 in opdracht van Friese stadhouder Willem Lodewijk gebouwd om Friesland tijdens de Tachtigjarige Oorlog tegen de Spanjaarden te beschermen. De schans was echter niet bewapend of bemand; er woonden enkel huislieden, die vluchtten toen de Spanjaarden kwamen. De Spanjaarden hebben een tijdje hun intrek in de schans gehad, maar zijn vertrokken toen de vijand verslagen was. De schans is één keer weer gebruikt, tijdens het Rampjaar 1672 tegen de binnenvallende Bisdommen van Münster en Keulen, maar naar verluidt was de schans verlaten en is er verder niet gevochten. In 2014 is een gedeelte van de schans weer opgebouwd en in ere hersteld.

## Religie
Frieschepalen heeft een Gereformeerde Kerk, die bij de totstandkoming van de Protestantse Kerk in Nederland besloot zich met enkele andere bezwaarde Gereformeerde Kerken te verenigen in de Voortgezette Gereformeerde Kerken in Nederland, en ook een Nederlandse Gereformeerde kerk De Paedwizer met ongeveer 400 leden.

## Voorzieningen
In Frieschepalen zijn enkele kleine winkeltjes en diverse autohandelaren. De inwoners zijn voor de meeste inkopen aangewezen op Ureterp, Marum, Bakkeveen, De Wilp en het iets verder gelegen Drachten.
Het dorp heeft een multifunctioneel centrum, genaamd De Dobber. In de periode 2011-2013 werd het dorpshuis samen met de beide scholen en de peuterspeelzaal ondergebracht in één gebouw. Deze nieuwe brede school heet 't Byntwurk. Verder is er nog een toneelvereniging die Nij Libben heet en een brassband, genaamd de Sjofaar.

## Cultuur
Jaarlijks wordt te Frieschepalen het Crossed Guitars Festival gehouden, het trekt bezoekers uit onder meer Engeland, Frankrijk, België en Duitsland.

## Sport
Het dorp heeft enkele sportverenigingen:
- SV RWF, voetbalvereniging
- Rijvereniging

## Bekende inwoners
- Jaap Maarleveld, acteur

## Openbaar vervoer
Lijn van vervoerder Qbuzz:
- Lijn 14: Drachten - Ureterp - Frieschepalen - Bakkeveen - Wijnjewoude - Donkerbroek - Oosterwolde
- Lijn 89: Ureterp - Frieschepalen - Siegerswoude - De Wilp - Marum

Dorpen: Bakkeveen · Beetsterzwaag · Drachten-Azeven · Frieschepalen · Gorredijk · Hemrik · Jonkersland · Langezwaag · Lippenhuizen · Luxwoude · Nij Beets · Olterterp · Siegerswoude · Terwispel · Tijnje · Ureterp · Waskemeer (klein deel) · Wijnjewoude

Buurtschappen: Allardsoog (deels) · Haneburen · Hanebuurt · Heidehuizen · Hemrikerverlaat · Klein Groningen · Kooibos · Kortezwaag · Moskou (deels) · Nieuwe Vaart · Oosterend · Oud Beets · Petersburg (deels) · Rolbrug · Selmien · Sparjebird · Uilesprong · Ureterp aan de Vaart · Voorwerk · Vosseburen · Welgelegen (deels) · Wijngaarden · Wijnjeterpverlaat

Friesland: Steden en dorpen      Nederland: Provincies · Gemeenten